# جو ويتمور
جو ويتمور (بالإنجليزية: Jo Whittemore)‏ (1977، كنتاكي في الولايات المتحدة)؛ كاتِبة مُتخصِّصة في أدب الأطفال وروائية أمريكية.